# BookStack
BookStack  — свободный вики-движок основанный на PHP фреймворке Laravel. По умолчанию имеет структуру книжной полки: Полка - Книга - Глава - Страница. Не подходит для установки на публичном хостинге.

## История
Первый коммит был опубликован BookStack был опубликован 12 июля 2015 года автором и разработчиком из Англии Дэном Брауноу. Более пяти лет проект развивался в бета-стадии, которая закончилась выходом версии 21.04 от 9 апреля 2021 года. Движок стал самой популярной программой для создания вики на GitHub написанной на PHP, по состоянию на июнь 2021 года.